# Mariene ecoregio Marshalleilanden
De Mariene ecoregio Marshalleilanden (153) (Engels: Marshall Islands marine ecoregion) is een biogeografische regio en ligt in het centrale deel van de Grote Oceaan in de Mariene provincie Marshall-, Gilbert- en Ellice-eilanden (38) in het Marien rijk Oostelijke Indo-Pacific. De mariene ecoregio is vastgesteld door het World Wide Fund for Nature en The Nature Conservancy en is vernoemd naar de Marshalleilanden.
In het zuiden grenst het gebied aan de mariene ecoregio Gilbert- en Ellice-eilanden (154) en in het zuidwesten aan de mariene ecoregio Oostelijke Carolinen (124).

## Geografie
De mariene ecoregio ligt in het centrale deel van de Grote Oceaan rond de eilandengroep van de Marshalleilanden. Het gebied strekt zich uit van de wateren rond Wake in het noorden, de atol Enewetak in het westen en de atol Namorik in het zuiden.
Door het gebied stroomt de Pacifische Noordequatoriale stroom, onderdeel van de Noord-Pacifische gyre.

## Biogeografie
Het gebied kent zeeleven dat houdt van tropische temperaturen.